# Portada/article març 14

## Lèmur de cua anellada
El lèmur de cua anellada (Lemur catta) és un gran primat estrepsirrí; és el lèmur més conegut a causa de la seva llarga cua amb anells blancs i negres. Pertany als lemúrids, una de les quatre famílies de lèmurs. És l'únic membre del gènere Lemur. Com tots els lèmurs, és endèmic de l'illa de Madagascar. És conegut localment com a hira (en malgaix) o maki (en francès i malgaix), i viu en boscos de galeria i matollars de les regions meridionals de l'illa. És omnívor i també és el lèmur més terrestre de tots. És un animal diürn, cosa que significa que només és actiu durant el dia.
Tot i ser catalogat com a espècie «gairebé amenaçada» per la Llista Vermella de la UICN i malgrat que sofreix de destrucció de l'hàbitat, el lèmur de cua anellada es reprodueix fàcilment en captivitat i es troba habitualment en zoològics d'arreu del món, amb més de 2.000 exemplars.